# Aareleuchten
Das Aareleuchten war ein Berner Fest, welches von 1996 bis 2005 durchgeführt wurde (eingebürgert hatte sich als Datum dazu der 1. August, also: der Schweizer Nationalfeiertag).
Nach dem Vorbild von indischen und ostasiatischen Licht- und Wasserfesten wurden am späteren Abend im Mattequartier Lichtschiffchen in die Aare gesetzt, die in einer Lichterkette aareabwärts zogen. Die einfachen, mit Kerzen bestückten Becherchen (Schiffchen) aus Maisstärke konnten von den Besuchern gekauft und mit einer geheimen, persönlichen Wunschbotschaft versehen werden. Der Anlass wurde vom Hilfswerk Swissaid organisiert, und der Erlös kam Hilfsprojekten in der ganzen Welt zugute.
Den Höhepunkt erlebte das Aareleuchten im Jahr 1998, in welchem der Anlass nicht nur in Bern, sondern in insgesamt 20 Städten durchgeführt wurde: und nicht nur in vielen Aarestädten in den Kantonen Bern, Solothurn und Aargau, sondern auch auf der Saane (in Freiburg) sowie im Brienzer- (in Brienz) und im Zürichsee (auf der Halbinsel Au bei Wädenswil), als Saane-, Brienzersee- und Zürichseeleuchten.
Nach dem Anlass 2005 hat Swissaid dieses Kulturevent überraschend abgesetzt. Der Anlass wird seitdem in veränderter Form von Procap, der grössten Schweizer Selbsthilfeorganisation von Menschen mit Behinderung, fortgeführt. Das Lichtermeer erleuchtet seit 2006 jeden 1. August den Berner Waisenhausplatz und seit 2010 den Bundesplatz. Der Erlös aus dem Lichterverkauf kommt den Procap-Treffpunkten für behinderte Menschen im Kanton Bern zugute.